# 食盡東西
《食盡東西》（英語：Travellicious）是香港電視廣播有限公司拍攝製作的旅遊飲食節目，全節目共10集，由袁彩雲和陳嘉容擔任主持。
本節目由主持人都會與一位當地廚師示範烹調一些特別菜式。節目的外景攝製城市分別為澳洲墨尔本、馬來西亞檳城及英國伦敦，參觀地點包括餐廳、農場及酒莊等地。